# Kaori Hifumi
Kaori Takahashi (del japonés: 高橋香織 ‘Takahashi Kaori’) conocida por su nombre artístico Kaori Hifumi (Hifumi Kaori, ひふみかおり). No obstante, trabajó durante sus primeros años bajo distintos alias como: Yuko Kiuchi (Kiuchi Yuko, 木内裕子), en su periodo gravure, Ayano Takase durante su primer etapa solista y como miembro de SKi (Takase Ayano, 高瀬あやの, 高瀬綾乃), también usó el seudónimo: A-YA. (n. Yachiyo (Chiba), Japón; 16 de noviembre de 1972 – 16 de octubre de 2016) fue una modelo, cantante, actriz e ídolo japonesa. En la década de 1990 formó parte del grupo Seifuku Kojo Iinkai.

## Biografía
Inició su carrera artística en el año 1989 como gravure y liberó varios Photobook, entre los más conocidos, el titulado: "WIND FAIRY". En 1991 debutó como cantante y un año después se unió a SKi, donde se mantuvo activa hasta agosto de 1993.
En 1995 enfocó su carrera como solista con el sencillo: "Kyukyoku no MENU". Un año después, liberó su primer álbum de estudio, titulado; "WILD MILD ENERGY", seguido del miniálbum "TIME & SPACE". Posteriormente, lanzó dos álbumes más, "Gabera no Oka'" lanzado en 1998 y "shadow play" en 2000.
En 1997 prestó su voz como seiyuu en el CD drama del episodio: "Death God Hospital Murder Case", de los archivos de casos Kindaichi.
En el año 2000 debutó como actriz en la película "Himawari'", además se le apreció en el rodaje "Swing Man". En 2001 obtuvo el protagónico en el film de clase V "Bikyaku meiro" y en 2002 en la cinta de acción real: "Rihatsu tenshu no kanashimi" —basada en el manga del mismo título— de Michio Hisauchi.
En 2004 apareció brevemente en la película: "L'amant" del director Ryuichi Hiroki. Asimismo, actuó en los doramas "Hammer Head" (2001), "Ai no uta" (2002), la serie de J-horror "Tales of Terror from Tokyo and All Over Japan" (2004), el thriller de detectives "Mobile Detective Zenigata Rui" y el drama Ooku.

## Vida personal
En 2005 se retiró del mundo del espectáculo y contrajo nupcias con el músico Jun Sasaki. De este matrimonio procrearon una hija.

## Fallecimiento
Kaori falleció sorpresivamente el 16 de octubre de 2016 en su casa, un mes antes de cumplir 44 años. La prensa japonesa decidió no hacer pública la causa de su muerte.

## Discografía

### Álbum de estudio
| 21 de mayo de 1996      | WILD MILD ENERGY |
| 16 de diciembre de 1996 | TIME & SPACE     |
| 18 de agosto de 2000    | shadow play      |

### Miniálbum
| 16 de diciembre de 1996 | TIME & SPACE |

### Sencillos
| 21 de octubre de 1995   | Kyuukyoku no MENU            |
| 3 de enero de 1996      | Everybody go!go!go!          |
| 22 de abril de 1996     | Kanashimu no wa Shaku Dakara |
| 23 de octubre de 1997   | Ai de Shinasai               |
| 5 de marzo de 1998      | Hadaka no Mama               |
| 21 de julio de 1998     | Mothers                      |
| 11 de noviembre de 1998 | Aka no Taiyou                |
| 17 de noviembre de 1999 | Akenai Sora                  |
| 2 de marzo de 2000      | Yorokobi no Uta              |
| 19 de julio de 2000     | refrain                      |